# Panorpa alpina
Panorpa alpina är en näbbsländeart som beskrevs av Jules Pièrre Rambur 1842. Panorpa alpina ingår i släktet Panorpa och familjen skorpionsländor. Inga underarter finns listade i Catalogue of Life.

## Bildgalleri

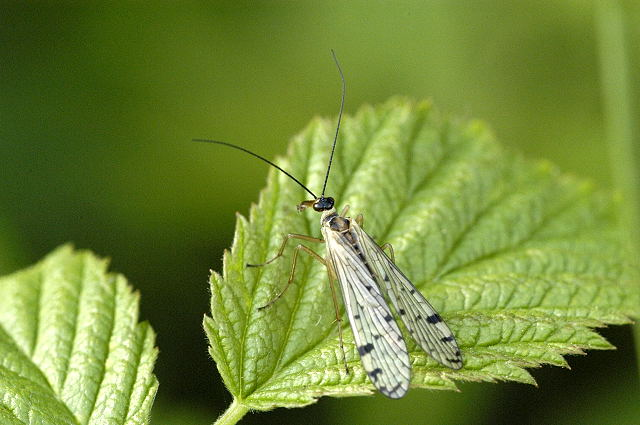
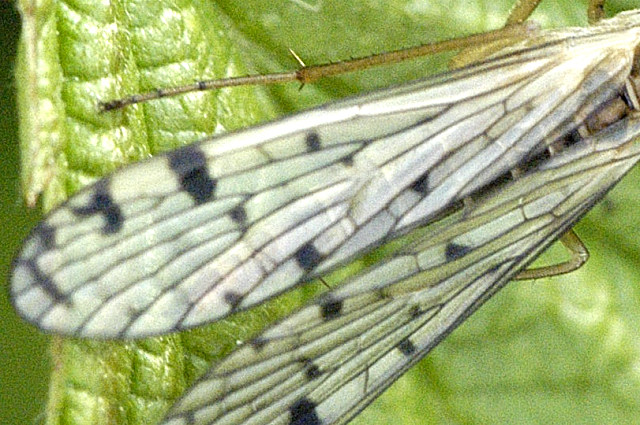
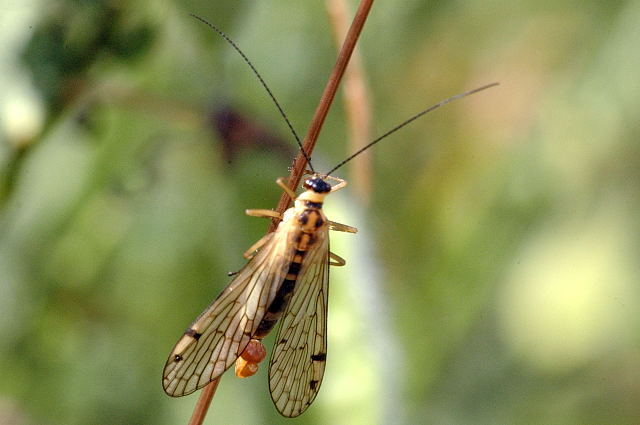
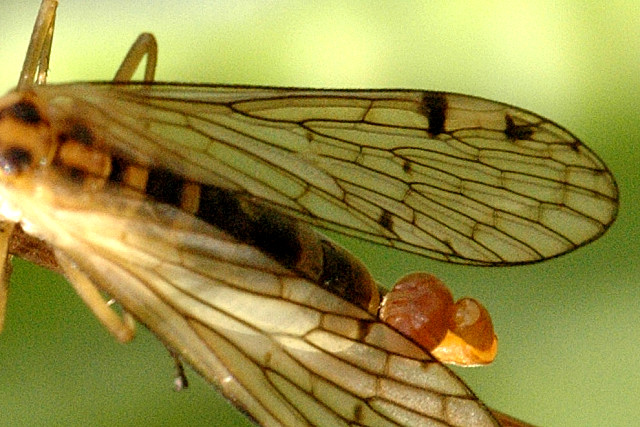
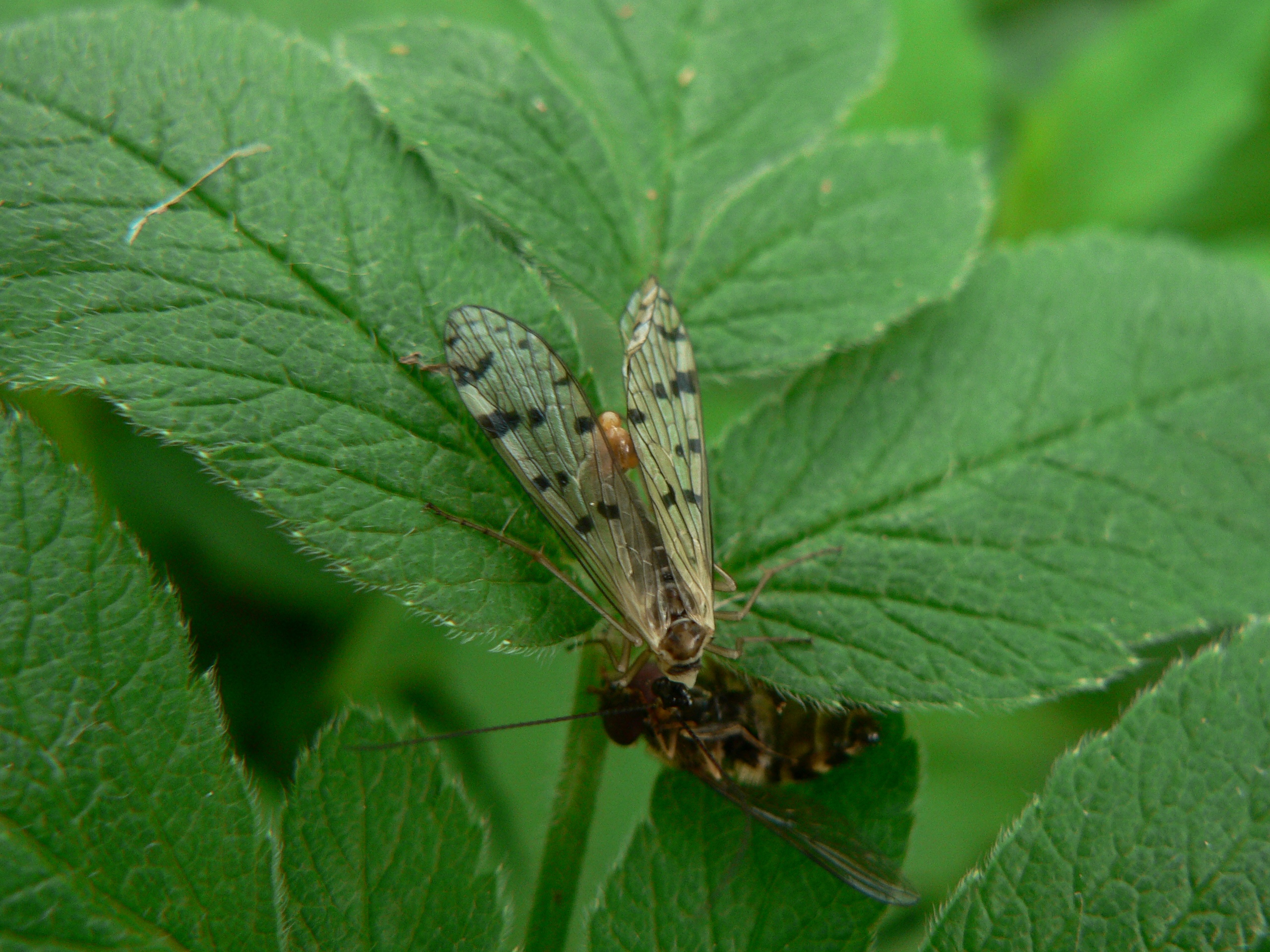
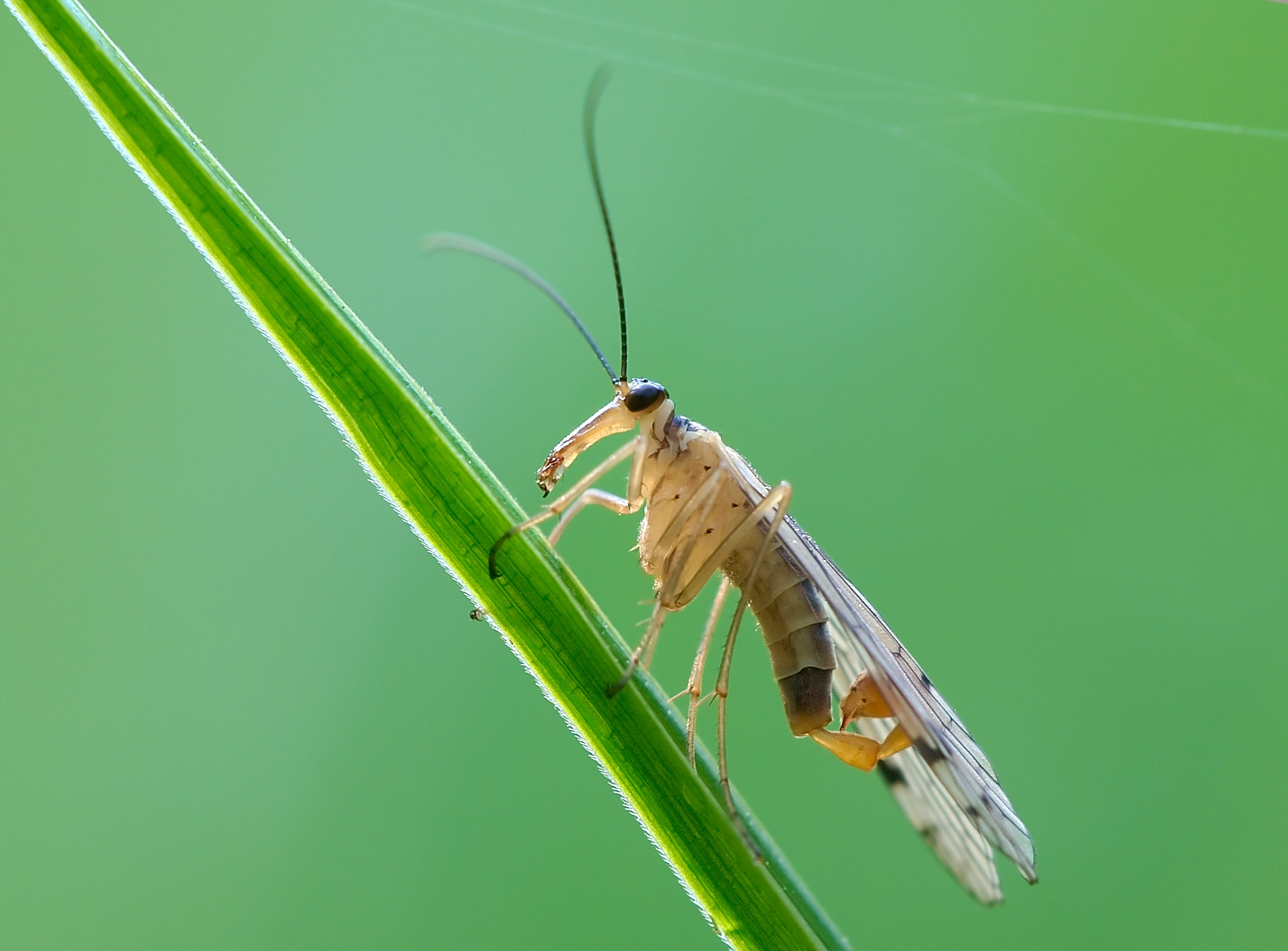